# Зелиньская-Стубиньская, Вероника
Вероника Зелиньская-Стубиньская ( Weronika Zielińska-Stubińska; 16 мая 1997) — польская спортсменка, тяжелоатлетка, чемпионка Европы 2024 года, бронзовый призёр чемпионата Европы 2025 года.

## Биография
Вероника выступает на международных соревнованиях по тяжелой атлетике с 2018 года. В 2019 году на молодёжном чемпионате Европы в весовой категории до 76 кг она завоевала бронзовую медаль с результатом 210 кг по сумме двух упражнений. 
В 2021 году дебютировала на взрослом чемпионате Европы. В Москве в категории до 81 кг с результатом 216 кг по сумме двух упражнений стала седьмой. В 2022 году в Албании стала четвёртой с результатом 225 кг. 
В 2023 году дебютировала на взрослом чемпионате мира в Саудовской Аравии, где стала шестой с результатом 237 кг. 
В феврале 2024 года на чемпионате Европы в Софии Вероника завоевала золотую медаль по сумме двух упражнений с результатом 235 кг. В отдельных упражнениях она завоевала две малые золотые медали. 
На чемпионате Европы 2025 года в Кишинёве в весовой категории до 81 кг завоевала бронзовую медаль с итоговым результатом 237 кг. В упражнениях «рывок» (105 кг) стала серебряным призёром, а в упражнении "толчок" бронзовым призёром (132 кг).

## Достижения
Чемпионат Европы
| Результат | Вес       | Год  | Место соревнований | Рывок | Толчок | Общий вес |
| Золото    | до 81 кг. | 2024 | София, Болгария    | 103,0 | 132,0  | 235,0     |
| Бронза    | до 81 кг. | 2025 | Кишинёв, Молдова   | 105,0 | 132,0  | 237,0     |